# Hapalophragmium millettiae
Hapalophragmium millettiae är en svampart som beskrevs av Syd. 1937. Hapalophragmium millettiae ingår i släktet Hapalophragmium och familjen Raveneliaceae.   Inga underarter finns listade i Catalogue of Life.